# Sököörarna
Sököörarna är en ö i Finland. Den ligger i Finska viken och i kommunen Esbo i den ekonomiska regionen  Helsingfors i landskapet Nyland, i den södra delen av landet. Ön ligger omkring 16 kilometer väster om Helsingfors.
Öns area är 0,4 hektar och dess största längd är 100 meter i sydväst-nordöstlig riktning.